# コリン (栄養素)
コリン（Choline, Cholin）は、循環器系と脳の機能、および細胞膜の構成と補修に不可欠な水溶性の栄養素である。

## 歴史
アドルフ・ストレッカー(ドイツ語: Adolph Strecker)により1862年に発見され、1866年に化学合成された。1998年にはアメリカ医学研究所の食品栄養委員会によって必須栄養素とされ、適正摂取量が定められた。

## 化学的性質
コリンは以下の示性式で表される第四級アンモニウムカチオンである。
{\displaystyle {\ce {(CH3)3N+(CH2)2OH\ X-}}}
ここでX− は塩化物イオン・水酸化物イオン・酒石酸イオンといったアニオンである。

## 生理学的性質

コリン代謝系
B_{12}:ビタミンB12
CH_{3}･: メチル基
Choline: コリン
Homocystein:ホモシステイン
Methionine:メチオニン
Methylation: メチル化
Phosphatidylcholine:レシチン(リン脂質)
THF:テトラヒドロ葉酸

コリンおよびその代謝物質は、生理学上の3つの重要な役割を演じる。細胞膜の構造の保全と細胞シグナリングの役割、アセチルコリンへ合成されることによる神経伝達物質としての役割、S-アデノシルメチオニンを合成する代謝経路に関与する代謝物質トリメチルグリシン（ベタイン）を通じたメチル基の主な原料としての役割である。
コリンが肉体によって代謝されるとき、魚のにおいがする合成物トリメチルアミンが生成されることがある。したがって、サプリメントとして1日10ないし16グラムとるなど、大量のコリンを摂取した場合、その人は魚のような体臭に苦しむ可能性がある。

## 食品中のコリン
栄養素としてのコリンは次の形で存在している。
- コリン
- ホスホコリン
- グリセロホスホコリン
- ホスファチジルコリン
- スフィンゴミエリンの一部。

## 摂取

### 摂取基準
米国における推奨コリン摂取量を以下に示す。日本においてはコリンの推奨摂取量は定義されていない模様。
| 年齢／性別など     | 推奨量 ADI/AI (mg/日) | 上限 UL (mg/日) |
| ------------------ | --------------------- | --------------- |
| 幼児(0-1歳)        | 125-150               | 未定義          |
| 子供(1-8歳)        | 200-250               | 1000            |
| 子供(9-13歳)       | 375                   | 2000            |
| 成人男子(14歳以上) | 550                   | 3000-3500       |
| 成人女子(14歳以上) | 400-425               | 3000-3500       |
| 成人女子(妊娠期)   | 450                   | 3000-3500       |
| 成人女子(授乳期)   | 550                   | 3000-3500       |

### 食品中の含有量
| 食品名                                        | 総コリン含有量 (mg/100g) |
| --------------------------------------------- | ------------------------ |
| クリームチーズ                                | 27.0                     |
| たまご(全卵、生)                              | 250.0                    |
| 牛乳(全乳、3.25%)                             | 14.0                     |
| パセリ(スパイス、乾燥)                        | 97.0                     |
| ターメリック(スパイス）                       | 49.0                     |
| 鶏(肉、ロースト)                              | 79.0                     |
| 鶏(肝臓、生)                                  | 190.0                    |
| 鶏(肝臓、調理済)                              | 290-330                  |
| シリアル (ケロッグ、オールブラン、オリジナル) | 49.0                     |
| バナナ(生)                                    | 9.8                      |
| 豚(ベーコン、生)                              | 47.0                     |
| 豚(ベーコン、調理済)                          | 120-130                  |
| 豚(挽き肉、生)                                | 69.0                     |
| 豚(挽き肉、調理済)                            | 87.0                     |
| えだまめ(冷凍)                                | 56.0                     |
| アーモンド                                    | 52.0                     |
| カシューナッツ(ロースト、塩)                  | 61.0                     |
| マカダミアナッツ(ロースト、塩)                | 45.0                     |
| 牛(挽き肉、95%赤身、生)                       | 71.0                     |
| 牛(挽き肉、95%赤身、ゆで)                     | 85.0                     |
| 牛(肝臓、生)                                  | 330.0                    |
| 牛(肝臓、調理済)                              | 420-430                  |
| たら(北大西洋、調理済)                        | 84.0                     |
| サーモン(北大西洋、養殖、生)                  | 79.0                     |
| サーモン(北大西洋、養殖、調理済)              | 91.0                     |
| 紅鮭(アラスカ産、生)                          | 99.0                     |
| 白身魚(アラスカ産、卵)                        | 250.0                    |
| まぐろ(ツナ、ライト缶)                        | 29.0                     |
| ピーナツバター(スムースタイプ)                | 66.0                     |
| ピーナッツ(生)                                | 53.0                     |
| 大豆(完熟種子、生)                            | 120                      |
| 大豆プロテイン(isolate)                       | 190                      |
| パン(精製小麦)                                | 15.0                     |
| パン(全粒小麦)                                | 27.0                     |
| アイスクリーム(バニラ)                        | 26.0                     |
| シリアル(QUAKER、オートブラン、乾燥)          | 59.0                     |
| オートブラン(生)                              | 32.0                     |
| 米(長粒種、玄米、調理済)                      | 9.2                      |
| 米(長粒種、精製、調理済)                      | 2.1                      |
| スパゲッティ(調理済)                          | 6.4                      |
| 小麦胚芽(トースト済、シリアル)                | 180                      |